# Internet Security Alliance
Internet Security Alliance (ISAlliance) fue fundada en 2001 como una colaboración sin ánimo de lucro entre la Electronic Industries Alliance (EIA), una federación de asociaciones comerciales, y el CyLab de la Universidad Carnegie Mellon, centrada en la ciberseguridad. La ISAlliance es un foro para el intercambio de información y el liderazgo en materia de seguridad de la información, y ejerce presión a favor de los intereses de seguridad de las empresas..

## Objetivos
- Colaborar con los órganos legislativos y reguladores para garantizar que los incentivos del mercado estén a la vanguardia de las políticas.
- Promover una mayor responsabilidad corporativa en materia de seguridad de la información
- Facilitar las comunicaciones de ejecutivo a ejecutivo sobre soluciones a las amenazas y tendencias emergentes
- Lleva a cabo investigaciones que conducen a la identificación y resolución de las causas fundamentales de los problemas de seguridad de la información
- Desarrollar programas de capacitación en toda la gama de temas relacionados con la seguridad de la información corporativa
- Proporcionar un punto de coordinación para el diálogo de la industria sobre cuestiones de autorregulación, tales como incentivos de mercado, gestión de riesgos de TI y privacidad
- Desarrollar modelos viables desde el punto de vista organizativo para la integración y adopción de las mejores prácticas de seguridad
- Educar a la alta dirección y a las juntas directivas, vinculando la seguridad de la información en todas las operaciones de la empresa
- Llevar a cabo seminarios oportunos sobre nuevas cuestiones de seguridad
- Proporcionar alerta temprana de amenazas emergentes a la seguridad e informes detallados sobre vulnerabilidades y amenazas[1]

La ISAlliance ha propuesto un "Contrato Social de Ciberseguridad" que ofrece un "plan de acción" para proteger a los Estados Unidos de los ataques cibernéticos.

## Operaciones internacionales
Aunque la Alianza tiene su sede física en los Estados Unidos, sus miembros operan internacionalmente y el objetivo es la seguridad internacional para todos sus socios de confianza. La ISAlliance cuenta con empresas miembros en cuatro continentes. Siempre ha habido una empresa no estadounidense en el Comité Ejecutivo. La ISAlliance considera que la comunicación internacional que fomenta es fundamental para el éxito a largo plazo de lograr una mayor seguridad de la información. Además, la representación y la voz internacionales abordan de manera más realista los numerosos y difíciles problemas a los que se enfrentan todos los usuarios de Internet.

## Publicaciones
Publicado en 2009, The Financial Impact of Cyber Risk es el primer documento de orientación conocido que aborda el impacto financiero de los riesgos cibernéticos desde la perspectiva de las funciones básicas de la empresa. 
Proporciona orientación a los directores financieros y a sus colegas responsables de asuntos legales, operaciones comerciales y tecnología, privacidad y cumplimiento, evaluación de riesgos y seguros, y comunicaciones corporativas.